# Húsafell

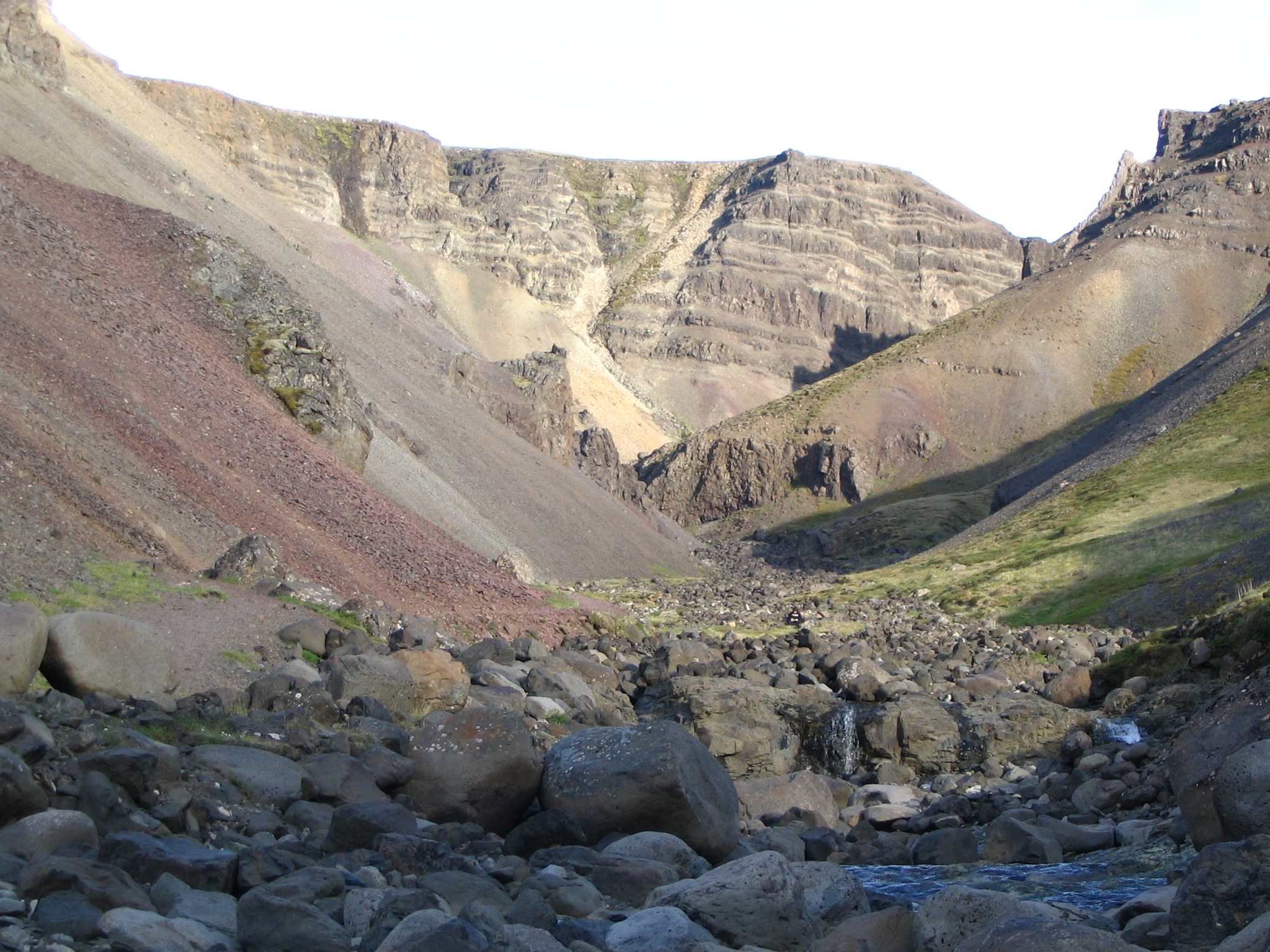
Schlucht Bæjargil bei Húsafell

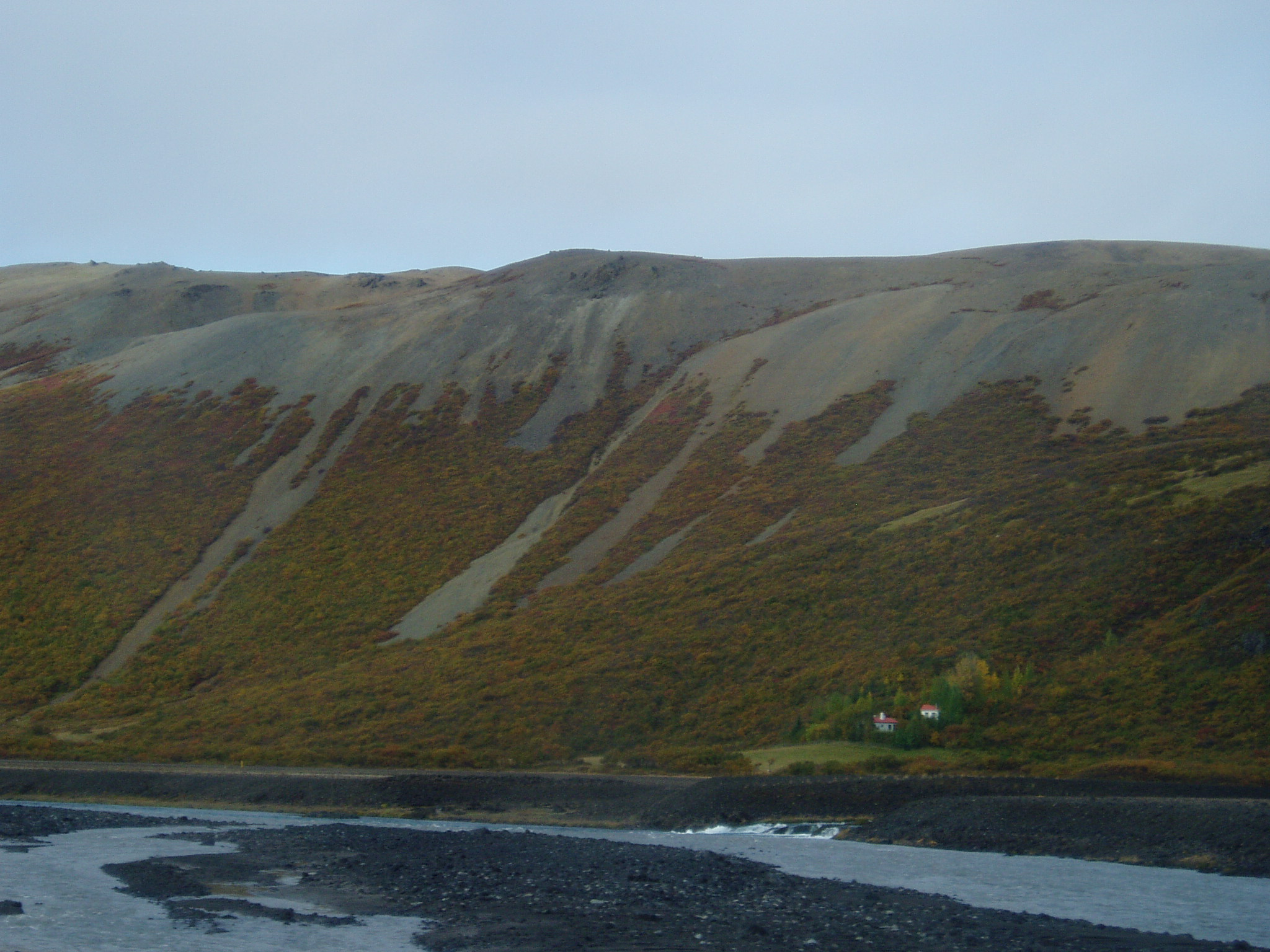
Berg Tunga, Rest des erloschenen Húsafell-Zentralvulkans

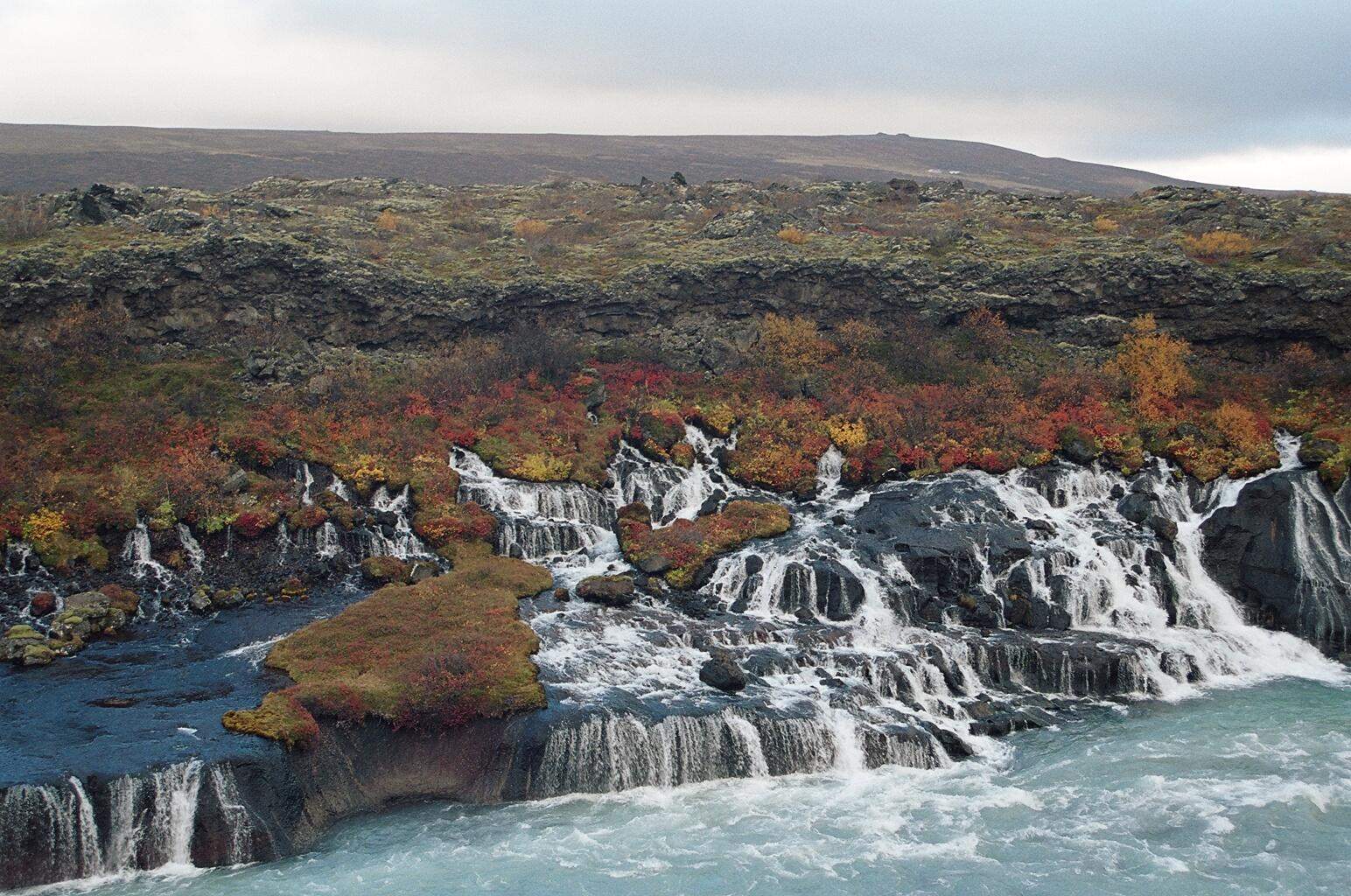
Hraunfossar – die Wasserfälle des Flusses Hvítá in der Nähe von Húsafell

Húsafell ist ein Ort in der Gemeinde Borgarbyggð im Westen von Island.

## Lage
Der Ort gehörte bis zum 27. Mai 2006 zur ehemaligen Gemeinde Borgarfjarðarsveit und befindet sich ca. 25 km nordwestlich von Reykholt in Hálsasveit, im Tal der Hvítá.

## Geschichte
In Húsafell gab es um die Wende vom 19. zum 20. Jahrhundert eine Künstlerkolonie, so lebte etwa der isländische Maler Jóhannes Sveinsson Kjarval im Ort. Auch der Maler Ásgrímur Jónsson hielt sich zeitweilig vor Ort auf.
Zu Beginn des 21. Jahrhunderts ist in Húsafell der Bildhauer Páll Guðmundsson ansässig, der originelle Figuren erschafft, die besichtigt werden können.
Er stammt von dem Pastor Snorri Björnsson ab, der hier im 18. Jahrhundert tätig und im ganzen Land berühmt war für seine leibliche Stärke, seine Predigten und seine angebliche Fähigkeit, Geister bannen zu können.

## Húsafell im 21. Jahrhundert
Neben einer größeren Kolonie von Sommerhäusern befinden sich im Ort ein Schwimmbad, ein Golfplatz, ein kleines Geschäft mit Restaurant und ein Campingplatz.

## Sehenswürdigkeiten
Von touristischem Interesse ist Húsafell durch die zahlreichen Naturwunder, die sich in erreichbarer Nähe befinden, so die Lavawasserfälle Hraunfossar des Flusses Hvítá und der Barnafoss.
Die Höhlen des Lavafeldes Hallmundarhraun sind von hier aus gut zu erreichen, etwa  Surtshellir. Sie liegen auf der Hochebene der Arnarvatnsheiði, welche auch wegen der vielen Seen, etwa Arnarvatn stóra, in denen man Forellen fischen kann, einen größeren Bekanntheitsgrad erlangt hat.
Direkt bei Húsafell liegt einer der wenigen Wälder Islands, der 4 Meter hohe Birken aufweist.

## Söhne und Töchter des Orts
- Snorri Björnsson (1710–1803), Pastor von Húsafell (1757–1796)
- Páll Guðmundsson (* 1959 in Húsafell), Bildhauer